# 表計算ソフト

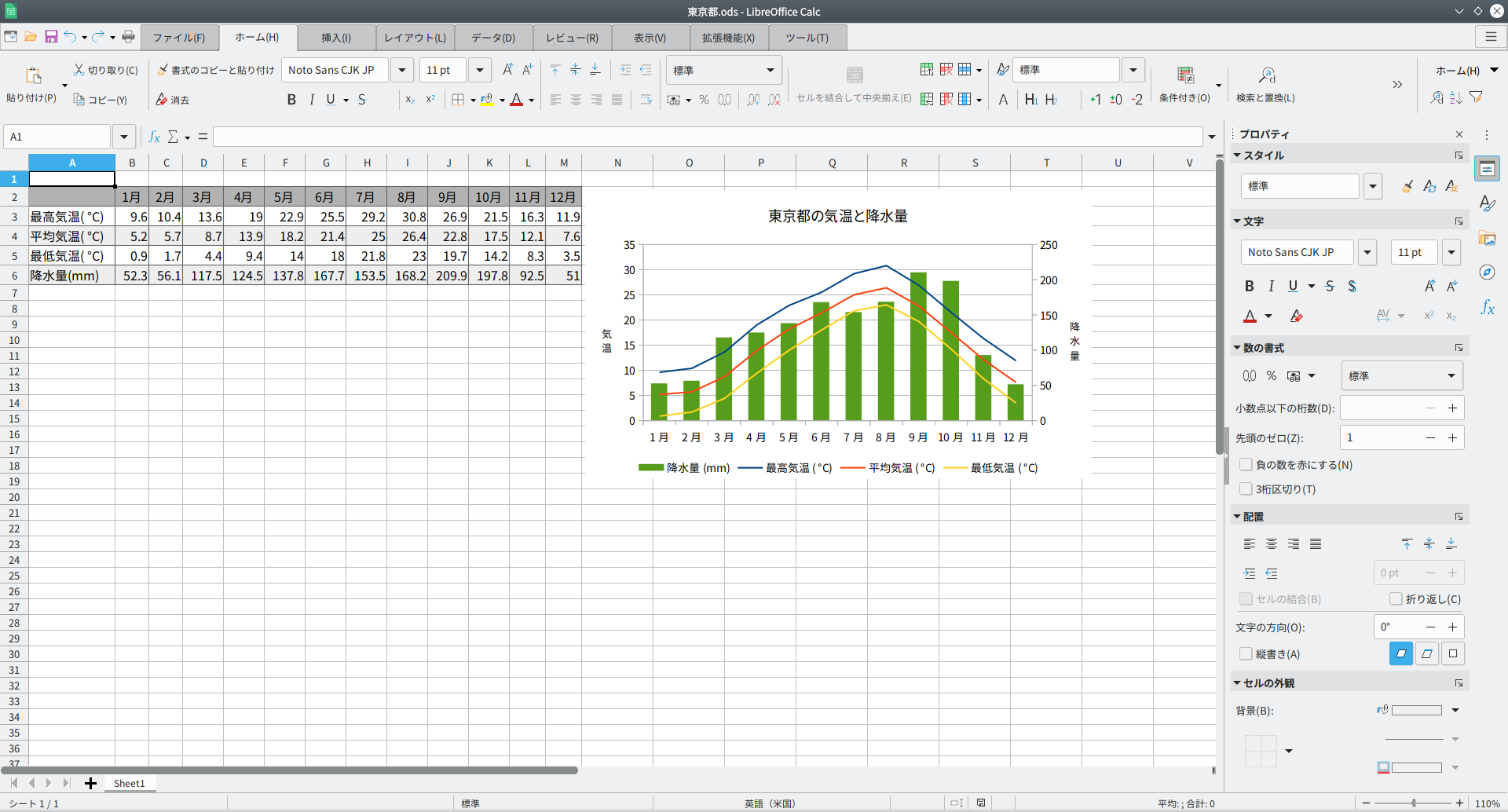
表計算ソフト - LibreOffice Calc 7.1.4

表計算ソフト（ひょうけいさんソフト、英: spreadsheet、スプレッドシート）は、数値データの集計・分析に用いられるアプリケーションソフトウェアである。ワープロソフト、プレゼンテーションソフトなども含めてオフィスアプリケーションとも呼ばれる。

## 概要
画面上では集計用紙のように並んだ格子状のマス目（セル）が表示される。このセル毎にデータを入れることで表を作成することができるのが表計算ソフトの第一の特徴である。見た目をよくするためには罫線としてセルに枠線を付けることができる。
重要なのは、このセルに単に数値や文字列だけでなく数式を入力することができることである。特に、個々のセルを指定して、それぞれに対する計算式を書けることが重要である。例えば販売記録をつける場合、
1. 商品の単価
2. 商品の販売数
3. 商品の販売総額
4. 総売上

を表示する必要があるが、3（商品の販売総額）は1（商品の単価）×2（商品の販売数）で計算できるし、4（総売上）は3（販売総額）の総計である。そこで、このような計算で値が出せるものはそれぞれの値を割り当てられたセルを使って計算式を設定していくと、ソフトウェアによって自動的に計算される。この表形式のデータはスプレッドシートまたは単にシートと呼ばれる。また、罫線や文字を入れることで表そのものを作成することも出来る。また、この場合商品は複数であろうが、それぞれの商品の列における各項目間の関係は同じである。この時、3や4に入れる数式は当然異なったセルに関するものにはなるが、それらの相対的関係は同じである。そこで、例えば1番目の商品について3、4に式を書き込み、これを商品2以降のセルにコピーすれば自動的にセル名を相対的に同じ関係になる該当のセル名に書き換える機能がついていた。これは表作成における利便性を大いに高めるものであった。
さらに、よく使われる計算式については、定型的に該当セル名を記入するだけでそれを行うような関数が用意され、たとえば上の例では商品ごとの4の並ぶ列の始めと終わりを指定すればその総計を計算する、と言ったことを可能にしていた。
表計算ソフトにより、事務等で行なわれる集計計算作業が大幅に省力化され、計算ミスも回避されるようになった。現在では単に集計だけではなく、可視化（グラフ化）、統計分析機能、予測機能、複利計算等の応用的な計算機能、データベース機能等が装備されている。そのほか、一定の作業を行なうためのプログラム（マクロ言語）の埋め込み、印刷レイアウト機能などの数多くの機能を持っており、オフィス・オートメーションに欠かせない存在になっている。
なお、かつてはワープロと表計算ソフトにデータベースソフトを加えてパソコンにおける三大アプリケーションソフトと言われたが、表計算ソフトのデータベース機能が強化されたことから、個人使用のレベルではデータベースソフトは表計算ソフトに取って代わられている。

## 歴史
パソコン用の表計算ソフトとして初めて登場したのはヴィジコープのVisiCalc（ビジカルク、開発者：ダン・ブリックリン）で、Apple Computerやタンディなどが販売した8ビットパソコンで、プログラミングができる専門家でなくても会計業務やシミュレーションなどに使えるソフトとして広く普及し、Apple IIのキラーアプリケーションともなった。
16ビットパソコンの主力オペレーティングシステム (OS) であるMS-DOSの時代には、米国ではロータスのLotus 1-2-3（ロータス ワン・ツー・スリー）がベストセラーとなり、IBM PCのキラーアプリケーションともなった。また日本やヨーロッパではマイクロソフトのMultiplan（マルチプラン）なども普及した。特に1-2-3は、単なる表計算だけでなく、文字表示の機能の向上によりワープロとしても使えて、表の多い文章で力を発揮したほか、グラフ表示機能とデータベース機能を併せ持ち、これ一つでほとんどの事務作業をこなすものとなった。これらの機能は後の表計算ソフトに大きな影響を与えた。
OSがGUIを標準で持つ時代になると、グラフィカルな表計算ソフトが多く登場した。Macintoshで生まれたマイクロソフトのExcel（エクセル）は、後に同社のMultiplanを置き換える形でWindows用表計算ソフトのデファクトスタンダードとして普及したほか、NEXTSTEPで生まれたLotus Improv（インプロブ）は、多次元の行と列の入れ替えをドラッグアンドドロップで行えるなど高度なオブジェクト指向概念を備えていた。
インターネットの時代になると、インターネット上にプログラムもデータも配置するSoftware as a Service (SaaS) 型の表計算ソフトの普及が始まった。代表的な製品は、GoogleのGoogle Spreadsheets（グーグル スプレッドシート）、インフォテリアのOnSheet（オンシート）などがある。SaaS型表計算ソフトは、インターネットを通じてデータの共有ができるため、ファイルを送る必要が無くなった。またデータの履歴管理やアクセス制御を一元化できるため、近年話題となっているスプレッドシート統制への対応の切り札としても注目されている。

## マクロ
表計算ソフトでは、マクロ言語によって作業の自動化やユーザー定義関数の作成、他のソフトウェアと連携した特定の業務用ソリューション構築が可能である。初期のマクロは、単純にキー入力をトレースするといった簡単な仕様のものであったが、やがて表計算ソフトが多機能となるにつれてマクロもまた進化してきた。特に、マイクロソフト社のオフィススイートに添付されている Visual Basic for Applications (VBA) によって記述されるマクロは、それ自身が完全なプログラムである。

### マクロウイルス
マクロを悪用したマクロウイルスによる被害も発生している。マクロウイルスは感染したファイルを開くことで自動的に実行され、利用者の意志に関係なくコンピュータ上のデータの削除を行ったり、自身を添付したメールを送信するなど、他のコンピュータウイルスと同様の活動をする。
対策として、出所の不明なファイルを安易に開かないようにすることや、表計算ソフトのセキュリティ機能によってマクロの自動実行機能を無効化することなどが有効である。

## 代表的な表計算ソフト
現在入手できない物は†印。ABC順。
あいうえお

### MS-DOSで動作するもの
- 1-2-3† - ロータス
- JCalc† - エイセル
- Multiplan† - マイクロソフト
- Quattro† - ボーランド
- SuperCalc† - Sorcim
- SuperPIPS† - ソード
- アシストカルク† - アシスト
- 三四郎† - ジャストシステム

### Windows上で動作するもの
- 1-2-3 for Windows† - ロータス
- Calc
  - OpenOffice.org
  - StarOffice (StarSuite) - サン・マイクロシステムズ
  - LibreOffice - The Document Foundation
- Calligra Tables - Calligra Suite
- Improv† - ロータス
- WPS Spreadsheets - キングソフト
- LANPLAN/G† - 日本電気
- Microsoft Excel - マイクロソフト
- OFIS／POL for Windows† - 日立製作所
- OASYS Calc† - 富士通
- Quattro Pro† - ボーランド/コーレル
- Symphony Spreadsheets - IBM
- The PIPS/Win† - ソード
- Wingz† - インフォミックス
- 三四郎 - ジャストシステム
- JUST Calc - ジャストシステム

### Mac上で動作するもの
- Numbers - Apple
- Microsoft Excel - マイクロソフト
- Calc
  - OpenOffice.org
  - NeoOffice
  - LibreOffice - The Document Foundation
- Calligra Tables - Calligra Suite
- 1-2-3 for Macintosh† - ロータス
- FullImpact† - アシュトンテイト
- Wingz† - インフォミックス

### Linuxで動作するもの
- Apache OpenOffice - Apacheソフトウェア財団
- OpenOffice.org
  - LibreOffice - The Document Foundation

### FreeBSDで動作するもの
- Apache OpenOffice - Apacheソフトウェア財団
- OpenOffice.org
  - LibreOffice - The Document Foundation

### UNIX・Solarisで動作するもの
- Apache OpenOffice - Apacheソフトウェア財団
- OpenOffice.org
  - LibreOffice - The Document Foundation

### iOSで動作するもの
- Numbers - Apple
- WPS Spreadsheets - キングソフト
- Microsoft Excel - マイクロソフト

### Androidで動作するもの
- WPS Spreadsheets - キングソフト

### ウェブ上で動作するもの
詳細はオンラインスプレッドシートのページを参照。
- Google スプレッドシート - Google
- EditGrid - Team and Concepts
- Num Sum - TrimPath
- OnSheet - インフォテリア
- Zoho Sheet - AdventNet
- ThinkFree - ThinkFree

### 表計算エンジン
- Gnumeric - GNOME Project

## 表計算ソフトに関する資格
国家資格
- 情報処理技術者試験
  - ITパスポート試験
  - 基本情報技術者試験：2009年度より表計算ソフトに関する内容が追加された。
  - 初級システムアドミニストレータ試験（初級シスアド）：2009年度春季試験をもって廃止。

公的資格
- 日商PC検定
- 情報検定（J検）：情報活用試験1級、2級
- コンピュータサービス技能評価試験（CS試験）：表計算部門

民間資格
- Microsoft Office Specialist（MOS）
- VBAエキスパート
- ICTプロフィシエンシー検定試験（P検）
- サーティファイ情報処理技術者能力認定試験：1級、2級第2部